# بیغرد
بیغرد یا به زبان محلی بخرد روستایی از توابع شهرستان خنج در استان فارس است. این روستا در ۱۵ کیلومتری خنج واقع شده‌است. محصولاتش غلات ، خرما و هندوانه است. هندوانه روستای بیغرد در منطقه بهترین نوع هندوانه محسوب می‌شود.
نام بیغرد به زبان اوستایی یعنی منطقه خداداده که تاریخ دانان معتقد اند از رودی به نام بیغرود گرفته شده که در قرن هشتم هجری وجود داشته‌است. آب و هوای این منطقه گرم و خشک می‌باشد این روستا به دلیل پیشرفت سریع و ناگهانی و داشتن خیران بیشمار به نگین لارستان مشهور است.
بیغرد دارای بیشتر از ۸۰۰ خانهٔ مسکونی و جمعیتی بیشتر از ۳۸۵۴ نفر است. روستای بیغرد مرکز دهستان تنگ نارک می‌باشد
مردم روستای بیغرد به زبان اچمی صحبت می‌کنند و خودمونی (اچمی) هستند و دین مردم بیغرد اسلام اهل سنت شافعی است
روستای بیغرد وتنگ نارک در قرن ۸ میلادی بنیان‌گذاری شده و بعد از شهرستان خنج قدیمی‌ترین منطقه هستند. مناطق باستانی و طبیعی بیغرد عبارت اند از قلعه توخ؛ قلعه شاهنشین؛ چشمه تنگ نارک؛ مقبره پیرجفتی؛ مقبره سید مکرم.
روستای بیغرد پیشرفت چشمگیری در سال‌های ۹۰ تا ۱۴۰۰ به دست خیرین بیغرد داشته‌است. همچنین بیغرد دو مدرسه قدیمی در سال‌های ۱۳۵۰ داشته و الآن هم دارای یک مهد کودک یک کودکستان و شش مدرسه برای پسران و دختر ان وجود دارد و مدرسه‌های جدید آن بین سال‌های ۷۰ تا ۸۰ تأسیس شده‌است
پارک سید عبدالباقی
طرح پارک طرحي منحصربفرد و برگرفته از ارگ های قديمي ميباشد كه در سال 1399 به همت خيرين بيغرد و هزينه ان توسط هيئت خيريه بيغرد (كاووس قاسمي و صلاح الدين قاسمي ازاد و ..... ) جمع اوري شده است.

## بناهای تاریخی
کاخ کله توخ(قلعه توخ) که به علت زلزله بزرگ بیغرد کاملاً خراب شده مربوط به احمد توخ بوده‌است.
احمد توخ کدخدا و حاکم بیغرد بوده‌است. این شخص شاهزاده زمان آل کیا بوده‌است که پس از سقوط حکومت به جنوب کشور (بیغرد) تبعید شد؛ کاخ وی در زمان حکومت قاجار به توپ کشیده شد.